# University of Northwestern Ohio
La University of Northwestern Ohio (UNOH) è un'università statunitense, privata e ad ammissione aperta, con sede a Lima, nello stato federato dell'Ohio. Fondata nel 1920, a partire dal 2020 l'ateneo ha raggiunto la quota di circa 4 500 studenti iscritti in un campus di 85 ha (210 acri). L'università, accreditata dal Dipartimento dell'Istruzione dell'Ohio (Ohio Department of Education - ODE) e dalla Commissione per l'apprendimento superiore (Higher Learning Commission - HLC), offre master, diplomi di laurea e diplomi associati in oltre 50 programmi. I colori sociali sono bordeaux e grigio e le squadre di atletica, note come Racers, competono nella National Association of Intercollegiate Athletics (NAIA) come membri della Wolverine-Hoosier Athletic Conference.